# Фрумар
Фрумар (вторая половина V века) — претендовавший на королевский титул военачальник свевов, возможно правивший одной из частей Галисии (теперь западная Испания и северная Португалия).

## Биография
О Фрумаре известно только из сообщений хроники Идация. Согласно свидетельствам этого историка, в 460 году после смерти короля Мальдры в борьбу за престол свевов вступили два претендента: Фрумар и Рехимунд. В том же году Фрумар и его люди захватили город Аква Флавия (современный Шавиш) и похитили автора хроники, епископа Идация. Они разграбили город и держали историка в плену больше трёх месяцев. Захвату города и пленению Идация способствовали два испано-римлянина Оспиний и Асканий, причём хронист впоследствии был освобожден вопреки их воле.
О дальнейшей судьбе Фрумара ничего неизвестно. Предполагается, что в следующие несколько лет он мог владеть какой-нибудь из областей Галисии и потерять власть ещё до захвата свевского трона королём Ремисмундом в 464 году.